# فيديا سينها
فيديا سينها (بالإنجليزية: Vidya Sinha)‏ (15 نوفمبر 1947 - 15 أغسطس 2019) كانت ممثلة سينمائية هندية مثلت في الأفلام الهندية. بدأت حياتها المهنية كعارضة أزياء وفازت بلقب ملكة جمال بومباي. كان فيلمها الأول رجا كاكا (1974) مقابل كيران كومار. جاءت الشهرة لها من خلال فيلم راجنيغاندا (1974) الذي حقق نجاحًا كبيرًا، من إخراج باسو تشاترجي. مثلت في عدة أفلام ثم توقفت بعدها. ثم عادت إلى التمثيل في أواخر حياتها، مثلت في العديد من المسلسلات التلفزيونية وشاركت في فيلم سلمان خان بودي جارد (2011).

## نشأتها
ولدت فيديا سينها في 15 نوفمبر 1947 في مومباي. كان والدها براتاب أ.رانا، المعروف أيضًا باسم رانا براتاب سينغ، منتج أفلام هنديًا، وصهر المخرج السينمائي موهان سينها.

## روابط خارجية
- فيديا سينها على موقع IMDb (الإنجليزية)
- فيديا سينها على موقع قاعدة بيانات الفيلم (الإنجليزية)
- الصور المؤرشفة لـ Vidya Sinha